# Castillo de Mataplana
El Castillo de Mataplana es un yacimiento arqueológico excavado desde el año 1986 en el Ripollés, en el término municipal de Gombreny, Provincia de Gerona, Cataluña, España. Está formado por un castillo de los siglos XII y XIII y por un barrio o aldea abandonado.

## Historia arqueológica
La situación de los restos del castillo de Mataplana hasta 1986 se creía que estaban bajo los cimientos de la casa de Mataplana, unos 200 metros de distancia de su ubicación exacta. Así lo decía el libro Montgrony entre historia y leyenda, donde se fotografían los supuestos restos del castillo junto a la masía de Mataplana.
Era, sin embargo, una creencia infundada, ya que la situación no respondía a ningún lugar elevado, visible desde lejos, dominando el paisaje, con toda la simbología de poder.
Fue en 1986, cuando a iniciativa del propietario de los terrenos de Mataplana, el doctor Ripollés Eudald Maideu, se iniciaron los trabajos arqueológicos, dirigidos por Manuel Riu, que debían llevar a subsanar la equivocada ubicación y a descubrir unos restos arqueológicos de gran valor: el castillo donde habían vivido Ponç de Mataplana, tan vituperado por Guillermo de Bergadá, Hugo de Mataplana, y donde residió Ramón Vidal de Besalú.
Los restos del castillo de mota de Mataplana fueron localizados donde era previsible, cerca del torrente de L'Espluga, a pocos metros de distancia de la capilla románica de San Juan de Mata, en una mota artificial, coronada de espesa vegetación. Su ubicación estaba a 1.160 metros de altitud, entre los 2 º 3 '39 "de Longitud Este y los 42 º 15' 44" de latitud Norte. Bajo este montículo de materiales, había una base formada por materiales margocalcaris que sobresalían de las margas que lo rodeaban, que habían sido retocados y cortados en varios puntos para conseguir una plataforma suficientemente plana y aislada. El nombre de Mataplana obedece a la transformación artificial de la colina de piedra caliza aplanado, formando una Motta o Matta.
En este lugar se encontraron en sucesivas campañas arqueológicas (1986-1998), "no sólo el patio enlosado del castillo, sino, incluso, buena parte de las paredes de la planta baja de los edificios que lo habían constituido y la muralla que protegió el recinto, o bien la escalera que accedía a la planta noble del patio".
Las sucesivas campañas arqueológicas han permitido descubrir "una superficie edificada de unos 532 metros cuadrados, en el ámbito de la que habían quedado enterrados los elementos básicos de un castillo-residencia del período del segundo arte románico (siglos XII-XIII), el castillo de los trovadores, que a su vez se había edificado encima de otro castillo típico del primer arte románico ".
Hacia la primera mitad del siglo XI en el lugar de Mataplana se construyó una torre de planta circular, con piedra bien escuadrada de tamaño medio y cal, de unos seis metros de diámetro (y quizás de unos 9 metros de altura), aprovechando la colina de la orilla izquierda del torrente de L'Espluga, destinado a vigilar el camino que subía por la orilla derecha, desde Gombreny hacia Castellar de Nuch. Desde este lugar se podía contemplar todo el valle a cierta altura y el camino serpenteante que iba por el lado de la ribera. Según Riu, en "ese mismo momento se construyó, a unos quince metros de ella y en el extremo meridional del cerro, una capilla castrense (o aula) de una sola nave con puerta al norte, de unos cuatro metros de ancho por seis de largo. Era una capilla pequeña, probablemente con cubierta de losas en ambas vertientes, y sin ábside diferenciado.
E incluso es posible también que siguiendo la costumbre del momento, se rodean la torre y la capilla quizá con un muro de piedra y, más probablemente, por medio de una empalizada de madera que podía seguir con más facilidad las sinuosidades de la cima del cerro".

## El castillo del trovador de Mataplana

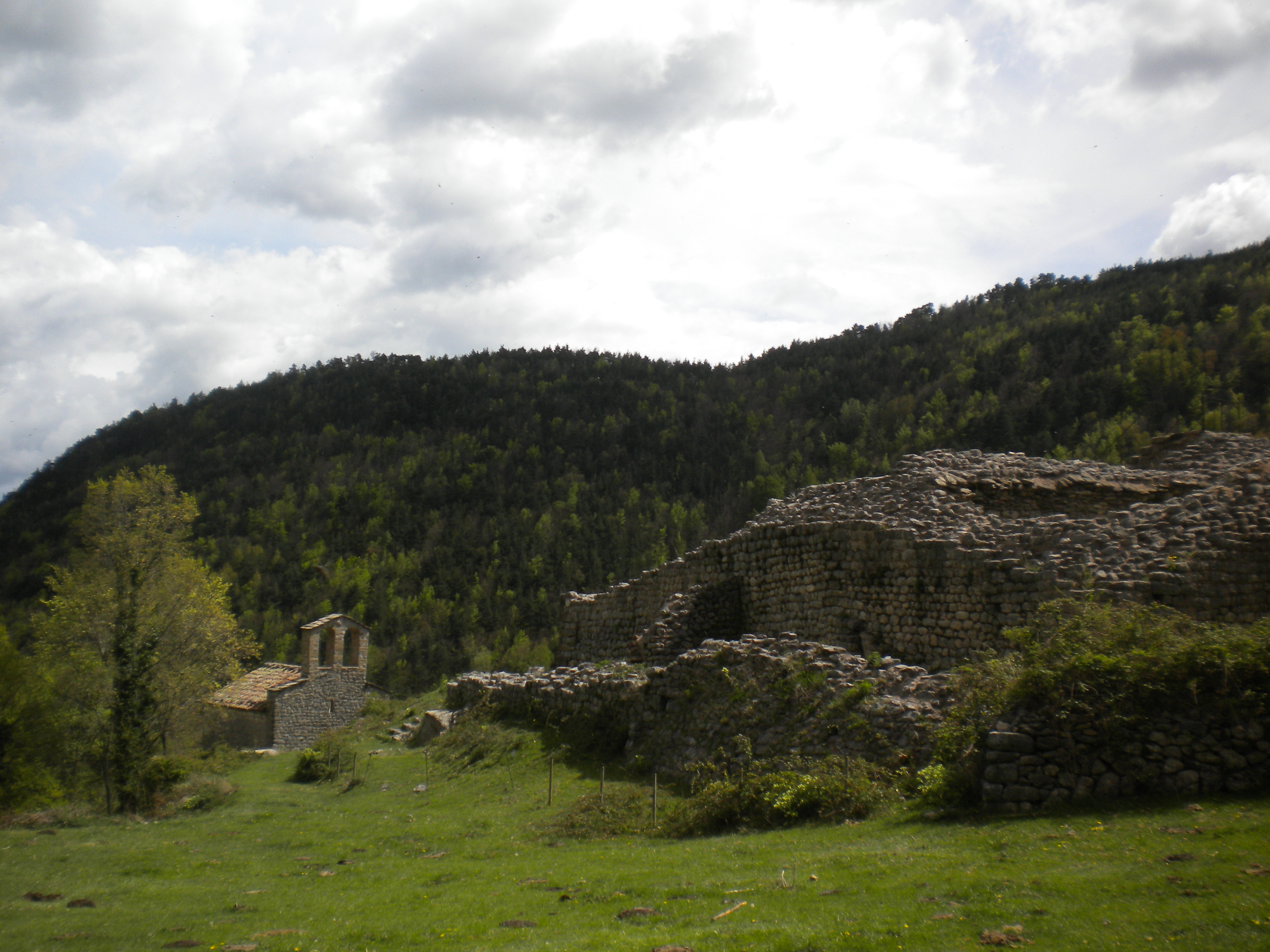
Restos del Castillo y la iglesia de San Juan al fondo.

Los restos descubiertos en las sucesivas campañas arqueológicas han puesto al descubierto, fundamentalmente, los elementos del segundo castillo, ya de los siglos XII y XIII, de estilo correspondiente al segundo románico.
La pieza básica es la gran torre rectangular del lado oeste, de 16'5 por 4'35 metros, con una superficie de 80 metros cuadrados, con dos plantas superpuestas. La planta baja tenía una bóveda de cañón seguida. Esta torre tenía una puerta, con un buen arco de descarga, situada en el muro oriental. La segunda planta de la torre, que describió Ramón Vidal de Besalú en su poesía So fo el temps c'om era jays, se había derrumbado totalmente, aunque es posible adivinar que debía estar cubierta por un techo envigado. El tejado era a dos aguas, inicialmente completado con losetas de piedra y posteriormente con teja árabe. A esta torre pronto se adosó por los extremos norte y sur una muralla recta de 1'40 metros de espesor, que rodeaba un espacio de 28 por 19 metros. Esta muralla se abría al exterior mediante una puerta situada al este.
Posteriormente, el espacio interior a la muralla se fue llenando de edificaciones añadidas a los lados septentrional y meridional. Entre la torre y el aula-capilla se construyó una cuadra de 10'2 por 5 metros, cubierta con bóveda de cañón. Sobre esta cuadra hubo una sala de paredes enlucidas y pintadas con cenefas de escudetos al temple.
La capilla románica de San Juan de Mataplana, situada fuera del recinto amurallado, no fue edificada hasta la primera mitad del siglo XIII, aunque las dos piezas de esta iglesia conservadas en el Museo Episcopal de Vich y el Museo Nacional de Arte de Cataluña, en Barcelona, estén fechadas a finales del siglo XII.
En la parte septentrional de la muralla se adosó una salita o almacén de 5'9 por 3'4 metros. Sobre esta sala hubo una estancia enfoscada y decorada.
Más tardíamente, tal vez ya en la primera mitad del siglo XIV, hay que situar la escalera de piedra sin barandilla que permitía subir desde el patio en la planta noble, situada en el segundo piso de la torre. En la parte norte de la muralla se construyó una antemuralla encima de la cual se construyó un horno exterior para cocer el pan.

## El barrio de Mataplana e iglesia románica de San Juan de Mataplana
A la vez que se construía el castillo, a finales del siglo XII, a extramuros y en la parte meridional del castillo se formó un barrio que constaba de una decena de casas, de una sola planta. Entre estas hay una casa de un herrero, con un horno y un depósito de cenizas.
Cerca del castillo de Mataplana está la iglesia románica de San Juan de Mataplana, con una sola nave rectangular con ábside semicircular al este y campanario de espadaña. La capilla fue restaurada en 1969, conserva pinturas en el ábside. Procedentes de esta iglesia se conservan dos tablas pintadas, una conservada en el Museo Episcopal de Vich y la otra en el Museo de Arte de Cataluña, en Barcelona.